# Soulless Child
Soulless Child è il secondo album della band power metal italiana Ancient Bards.

## Tracce
1. Struggle For Life - 1:53
2. To the Master of Darkness - 7:34
3. Gates of Noland - 5:13
4. Broken Illusion - 5:12
5. All That Is True - 9:56
6. Valiant Ride - 4:13
7. Dinanzi al Flagello - 1:30
8. Soulless Child - 9:16
9. Through My Veins - 7:20
10. Hope Dies Last - 14:30

## Video
- To the Master of Darkness

## Formazione
- Sara Squadrani - voce
- Daniele Mazza - tastiera
- Claudio Pietronik - chitarra
- Fabio Balducci - chitarra
- Martino Garattoni - basso
- Federico Gatti - batteria